# Nowy Dwór (rejon świsłocki)
Nowy Dwór (biał. Новы Двор) – wieś (dawniej miasteczko) na Białorusi, w obwodzie grodzieńskim, w rejonie świsłockim.
Siedziba parafii prawosławnej; znajduje się tu murowana cerkiew pw. św. Michała Archanioła, zbudowana w 1994 r. Wcześniej w miejscowości istniała drewniana cerkiew z 1868 r., którą zburzono w latach 60. XX w.
W II Rzeczypospolitej w województwie białostockim, w powiecie grodzieńskim, w wiejskiej gminie Porozów. W 1921 roku wieś liczyła 646 mieszkańców.